# Hedysarum sulphurescens
Hedysarum sulphurescens là một loài thực vật có hoa trong họ Đậu. Loài này được Rydb. miêu tả khoa học đầu tiên.

## Hình ảnh

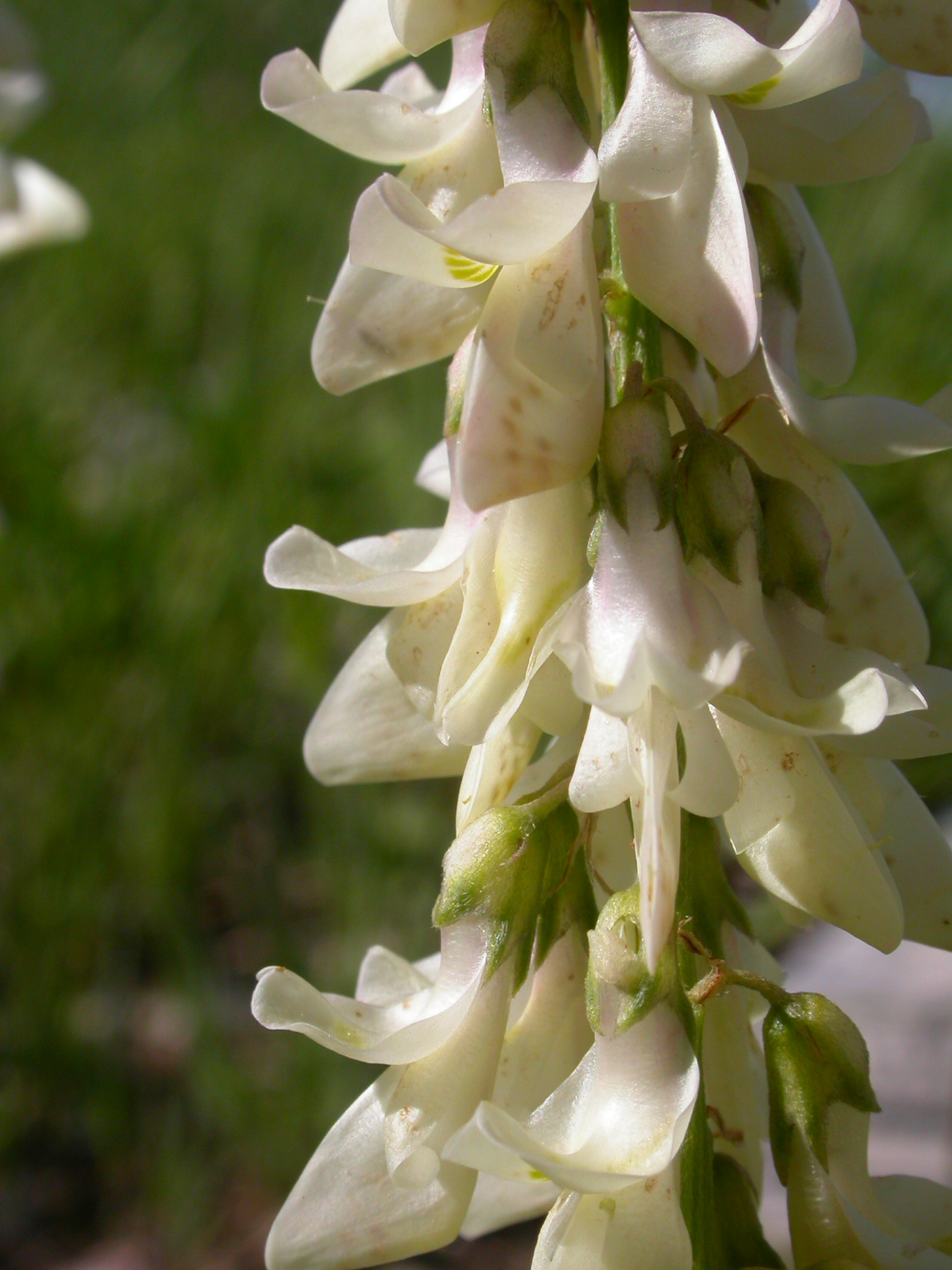
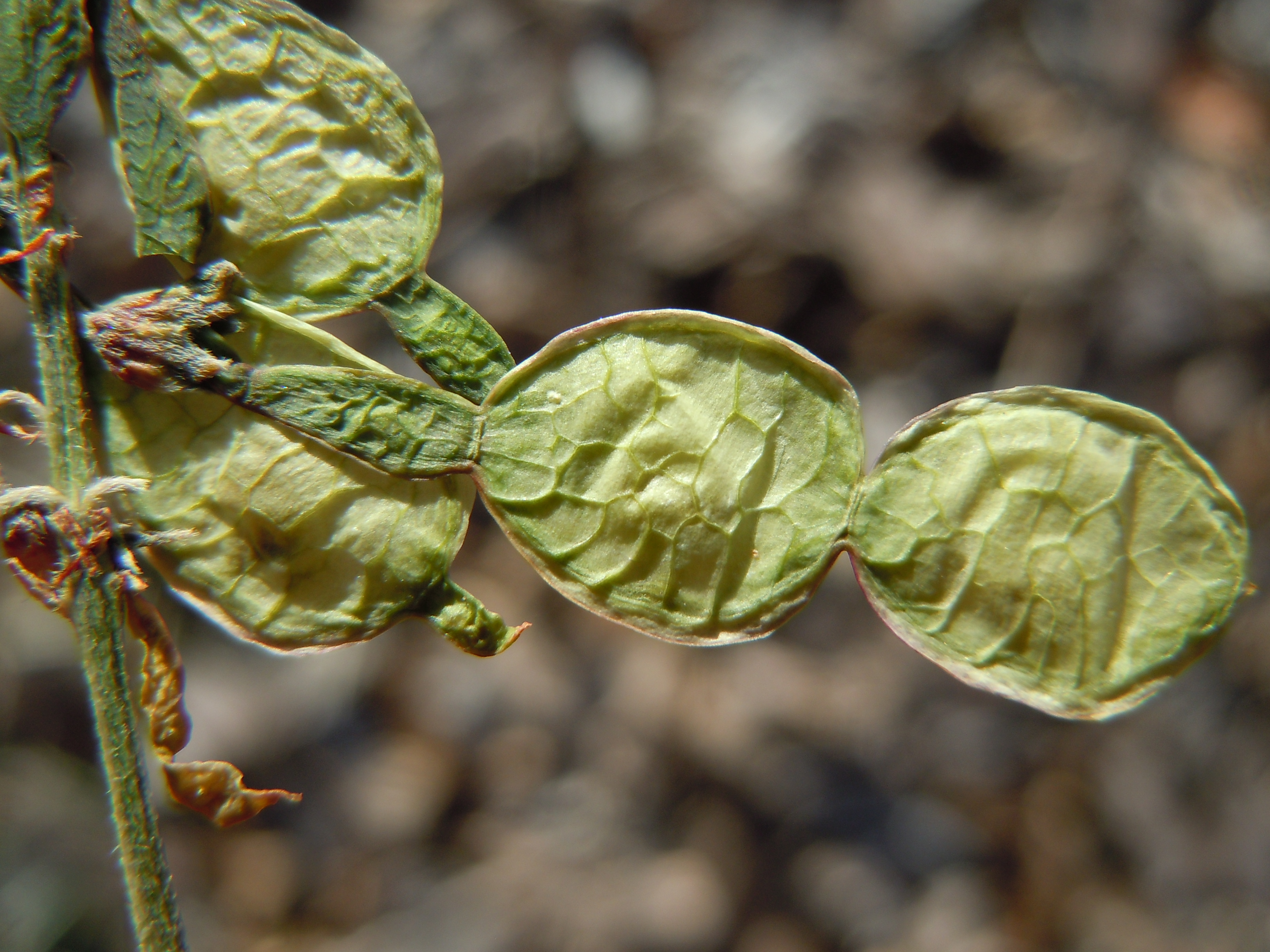